# Flindersia xanthoxyla
Flindersia xanthoxyla là một loài thực vật có hoa trong họ Cửu lý hương. Loài này được (A.Cunn. ex Hook.) Domin mô tả khoa học đầu tiên năm 1927.

## Hình ảnh

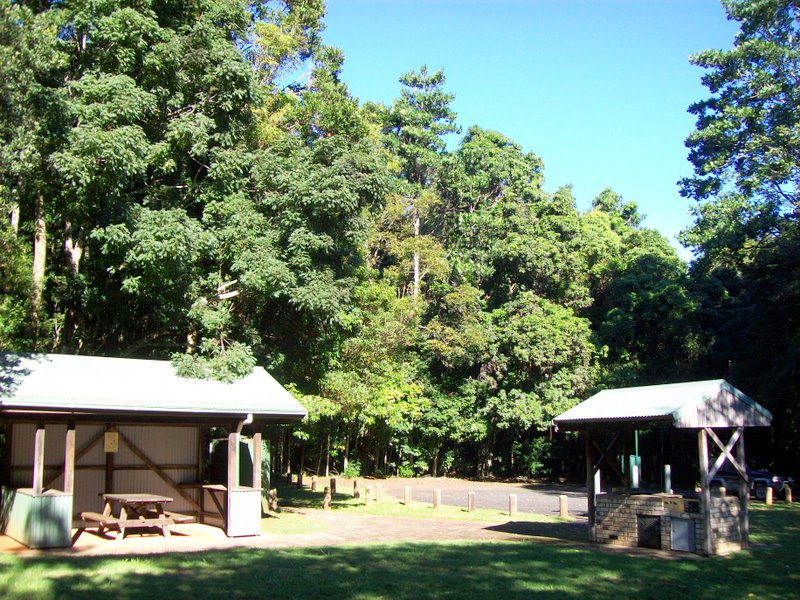